# Śmierć (pociąg pancerny)

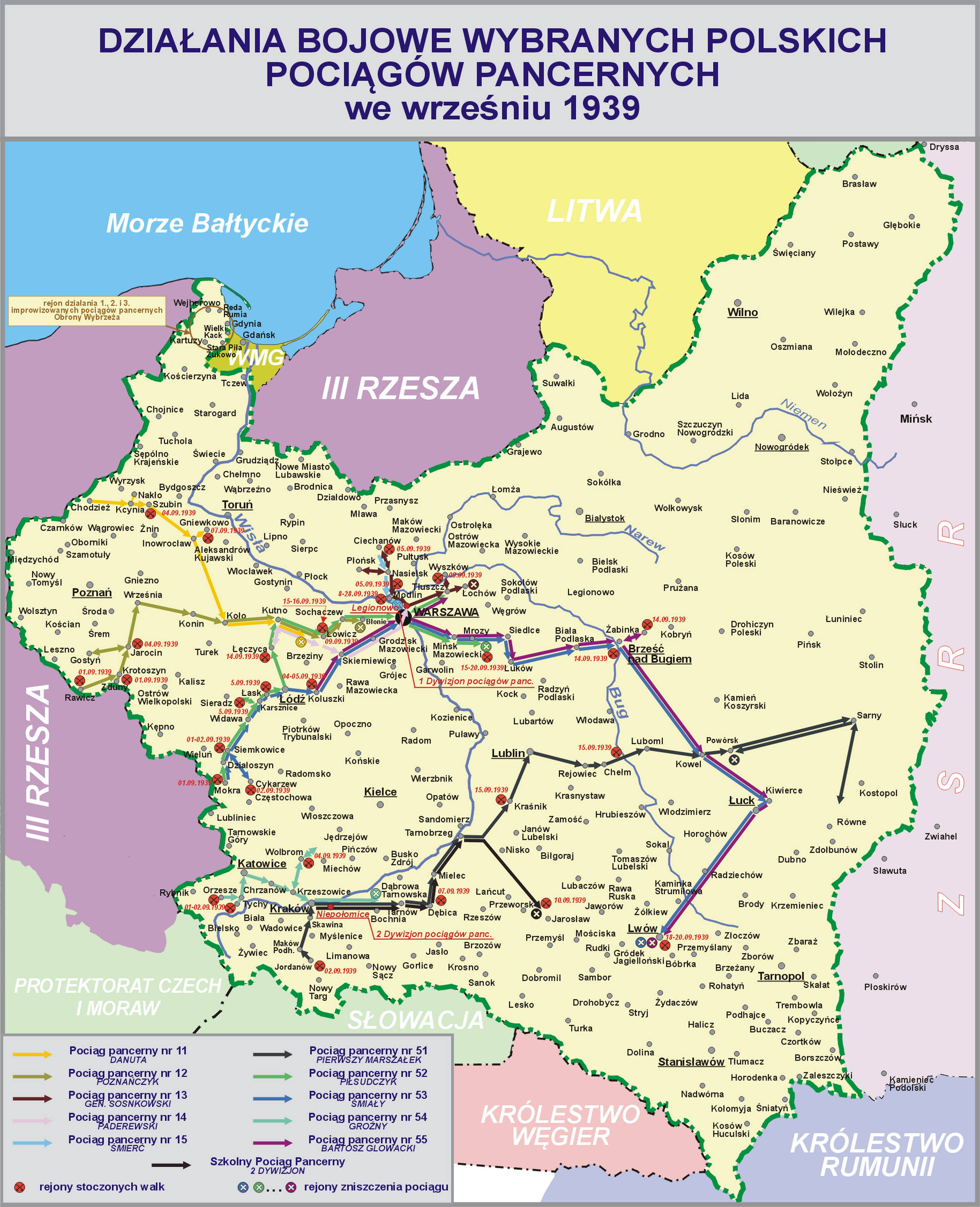

Pociąg Pancerny „Śmierć” (Nr 15) – pociąg pancerny Wojska Polskiego II RP. W czasie kampanii wrześniowej pociąg brał udział w obronie Twierdzy Modlin, był najdłużej działającym pociągiem pancernym i równocześnie najdłużej działającym oddziałem polskiej broni pancernej.

## Historia

### Wojna polsko-bolszewicka
17 sierpnia 1920 na stacji kolejowej w Grzegórzkach biskup Sapieha poświęcił pociąg pancerny „Śmierć”. Pierwszym komendantem był por. Henryk Amrogowicz.

### II wojna światowa
Pociąg był przydzielony na czas pokoju do 1 dywizjonu pociągów pancernych.
We wrześniu 1939 był uzbrojony w haubicę 100 mm, 2 armaty 75 mm i 11 ckm-ów.
Pociąg był przeznaczony jako odwód Naczelnego Dowództwa i zakończył mobilizację 3 września. 6 września został przydzielony generałowi Juliuszowi Zulaufowi, a 8 września, stacjonując w Modlinie, przeszedł pod rozkazy dowódcy Twierdzy Modlin, płk. Teodora Furgalskiego. 9 września po uszkodzeniu mostu na Bugo-Narwi, skład bojowy został odcięty od gospodarczego (skład gospodarczy dotarł do Warszawy 14 września). Pociąg bojowy został tymczasem przydzielony do 28 Dywizji Piechoty i operował na odcinku Modlin – Pomiechówek, wspomagając jednostki w okolicach Zakroczymia i Nowego Dworu. 19 września pociąg wspomagał I batalion 36 pułku piechoty Legii Akademickiej, a następnie stoczył nierozstrzygnięty pojedynek z niemieckim pociągiem pancernym nr 7. Oprócz zadań bojowych pociąg brał także udział w transporcie amunicji. 22 września pociąg wspierał III batalion 36 pułku koło Pomiechówka; pociąg brał także udział w akcjach obronnych 24, 25 i 27 września. 25 września parowóz opancerzony został zniszczony, zastąpiono go zwykłą maszyną. W ostatnich dniach obrony pociąg stacjonował zwykle w wykopie koło fortu „Ostrołęka”. Po kapitulacji załogi twierdzy 28 września, załoga pociągu zniszczyła działa i przyrządy celownicze.

## Załoga w dniu 1 IX 1939
Obsada oficerska pociągu 1 września 1939
- dowódca pociągu – kpt. Kazimierz Tadeusz Kubaszewski[a]
- zastępca dowódcy pociągu – por. Germiński
- zastępca dowódcy pociągu – por. Zbigniew Frej (od 20 IX 1939 były dowódca 2 baterii 67 dal[10])
- dowódca I plutonu ogniowego – ppor. rez. Romuald Marcinkiewicz
- dowódca II plutonu ogniowego – ppor. rez. Zygmunt Ładkowski
- dowódca plutonu technicznego – por. Mirosław Czajkowski

## Skład pociągu
- lokomotywa opancerzona typu Ti3 nr 5[12],
- wagon artyleryjski dwuosiowy typ "austriacki" z jedną wieżą artyleryjską nr 153650 uzbrojony w 1 armatę kal. 75 wz. 1902/26[13],
- wagon artyleryjski dwuosiowy z jedną wieżą artyleryjską nr 430047 uzbrojony w 1 haubicę kal. 100 mm wz. 1914/19A[13],
- wagon szturmowy nr 390243 radiostacją[14],
- 2 platformy Pdks[14]
- pluton drezyn pancernych: 2 drezyny typu "Tatra"[14].